# Мајкл Чејмберс
Мајкл Чејмберс (енгл. Michael Chambers; Вилмингтон, 13. новембар 1967), познат под надимком Бугалу Шримп (енгл. Boogaloo Shrimp), јесте амерички плесач и глумац. Најпознатији је по улози у филму Брејкденс из 1984. године.

## Биографија
Рођен је у Вилмингтону, у држави Калифорнији. Одрастао је у малом граду, али у заједници са разноликом комбинацијом етничких група и култура. Године 1978, док је похађао ниже разреде, видео је члана самоанско−америчке плесне групе Блу сити струтерс како наступа. Група је снажно утицала на стил Чејмберса. У почетку је свој стил плеса формулисао кроз интересовање за фантастичне и научно-фантастичне телевизијске емисије, укључујући рад Реја Харихаусена. Старијем брату је приписао интересовање за „мунвок“ (месечев ход, плесачка техника и илузија), потез који ће касније усавршити и поделити са естрадном звездом Мајклом Џексоном.
Његова најпознатија улога плесача по имену Турбо, била је култном филму Брејкденс из 1984. године. Играо је и у његовом наставку, Брејкденс 2, који је снимљен исте године. Сарађивао је са колегом из филма Брејкденс Адолфом Шаба Ду Кињонесом и заједно са њим се појавио као плесач у неколико спотова познатих певача Лајонела Ричија за песму „All Night Long” и за песму „I Feel for You” од певачице Чаке Кан.

## Филмографија
| Улоге Мајкла Чејмберса |              |                               |       |          |
| Година                 | Српски назив | Изворни назив                 | Улога | Напомена |
| 1984.                  | Брејкденс    | Breakin'                      | Турбо |          |
| 1984.                  | Брејкденс 2  | Breakin' 2: Electric Boogaloo | Турбо |          |